# Acide gras désaturase
Une acide gras désaturase est une oxydoréductase introduisant, par déshydrogénation, une double liaison C=C dans la chaîne carbonée d'un acide gras. Ces enzymes sont principalement désignées par la position "delta" de l'atome de carbone concerné par la désaturation, et situé au plus près de l'extrémité de la chaîne comportant un groupe hydroxyle. Il existe également des "oméga-3 désaturases" distinctes, présentes chez certains organismes.

Dénomination des désaturases (exemple avec les acides gras à 18 atomes de carbone): les delta-désaturases sont désignées par la position de l'atome de carbone concerné par la création de la nouvelle double liaison, et situé au plus près du groupe hydroxyle (numérotation en rouge); les oméga-désaturases sont désignées par la position du premier atome de carbone concerné par la nouvelle liaison, et numéroté à partir de l'extrémité opposée au groupe hydroxyle (numérotation la plus courante des familles d'acides gras, indiquée en vert).

- Les delta-désaturases agissent sur une liaison carbone–carbone dont la position est définie par rapport à l'extrémité du groupe hydroxyle. La stéaryl-CoA 9-désaturase, ou Δ9-désaturase permet de passer de l'acide stéarique, saturé, à l'acide oléique, acide gras mono-insaturé de la famille oméga-9. La Δ12-désaturase transforme cette molécule en acide linoléique, bi-insaturé de la famille oméga-6. La Δ15-désaturase opère le passage de l'acide linoléique vers l'acide linolénique, tri-insaturé de la famille oméga-3 Ces enzymes ne sont en général actives que chez les végétaux et les microorganismes[2]. Par contre, les Δ6- et Δ5-désaturases peuvent être actives également chez la plupart des animaux supérieurs (y compris l'homme[3]), avec des différences selon les espèces. Ces enzymes permettent la biosynthèse des acides gras polyinsaturés dans les familles d'acides gras, en particulier les oméga-6 et les oméga-3, en association avec des élongases, qui assurent l'allongement de la chaîne carbonée[4]. L'activité de la Δ4-désaturase se rencontre également[5], mais la biosynthèse de l'acide docosahexaénoïque semble plutôt dépendre de la Δ6-désaturase chez certains vertébrés, en passant par l'élongation-désaturation d'une chaîne à 24 atomes de carbone, raccourcie ensuite à 22 par bêta-oxydation[6].
- Les oméga-3 désaturases permettent de transformer des acides gras polyinsaturés de la famille oméga-6 en oméga-3.  Elles n'ont été décrites que chez des microorganismes et des végétaux, ou chez le ver Caenorhabditis elegans[1].